# ヤン・ウィレム・スロイター
ウィリー・スロイター（オランダ語: Willy Sluiter）として知られるヤン・ウィレム・スロイター（オランダ語: Jan Willem  Sluiter, 1873年5月24日 - 1949年5月22日）は、オランダの画家、イラストレーターである 。人物画や肖像画、ポスターの原画を描いた。1924年パリオリンピックから1936年ベルリンオリンピックまで4度のオリンピックの芸術競技に参加した。

## 略歴
ユトレヒト州のアメルスフォールトで公証人の息子に生まれた。1883年までヘーレンフェーンで育ち、その後、ズウェインドレヒト(Zwijndrecht)で育った。1891年から1894年までロッテルダムの美術学校で学び、その後、デン・ハーグの美術学校で学んだ。
ドルドレヒトの美術協会「Teekengenootschap Pictura」やアムステルダムの「Arti et Amicitiae」、デン・ハーグの「プルクリ・スタジオ」などの美術家グループのメンバーであった。カトウェイクのようなオランダの多くの画家が集まった海岸の街でも活動した。 
上流階級の人々の肖像画などの絵画制作のほか、トゥールーズ＝ロートレック（1864-1901）の影響を受けて版画作品を制作し、商業ポスターの制作や出版物の装丁の仕事もした。1920年代前半にアムステルダムの出版社「Scheltens & Giltay」から出版された書籍の装丁やオランダ王立観光協会（Koninklijke Nederlandse Toeristenbond）から依頼を受けたポスターの制作などで知られている。
1910年からラーレンに住んだ後、1916年にハーグに移りそこで亡くなった。

## 作品

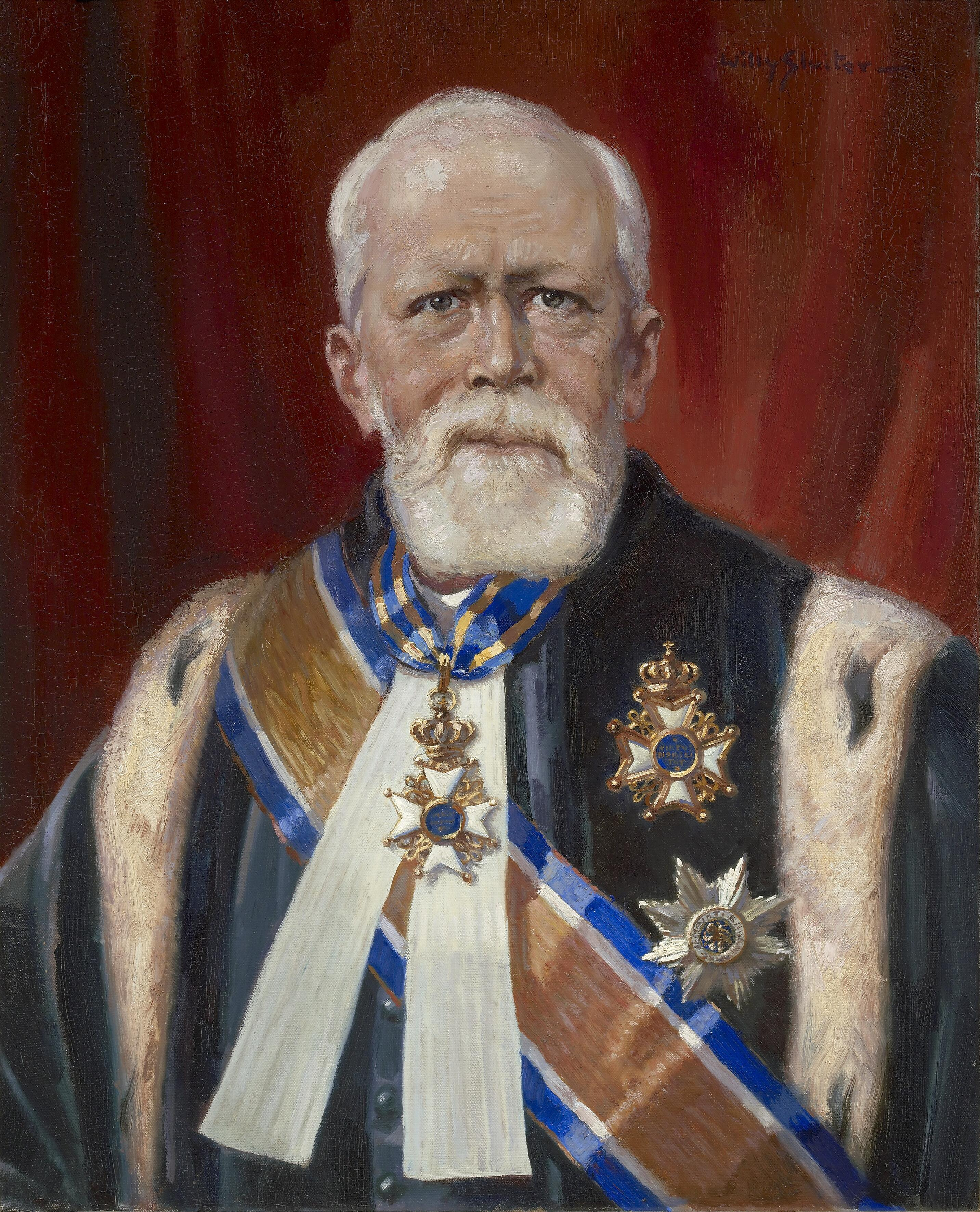
Focco Bernardus Coninck Liefsting（法律家）の肖像画
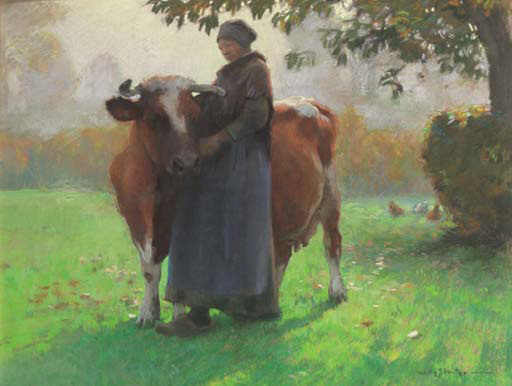
「牛」(パステル画）
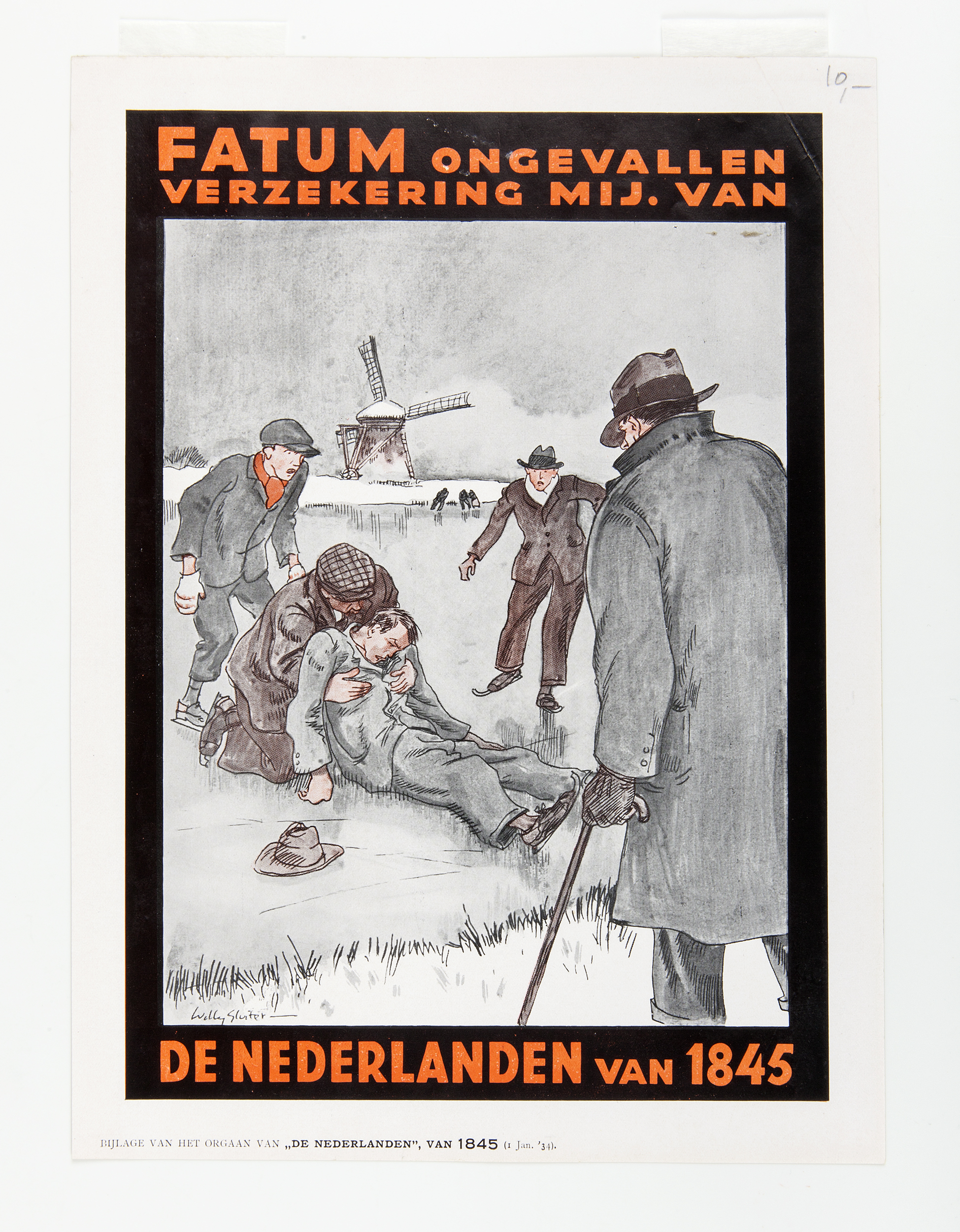
保険会社ポスター
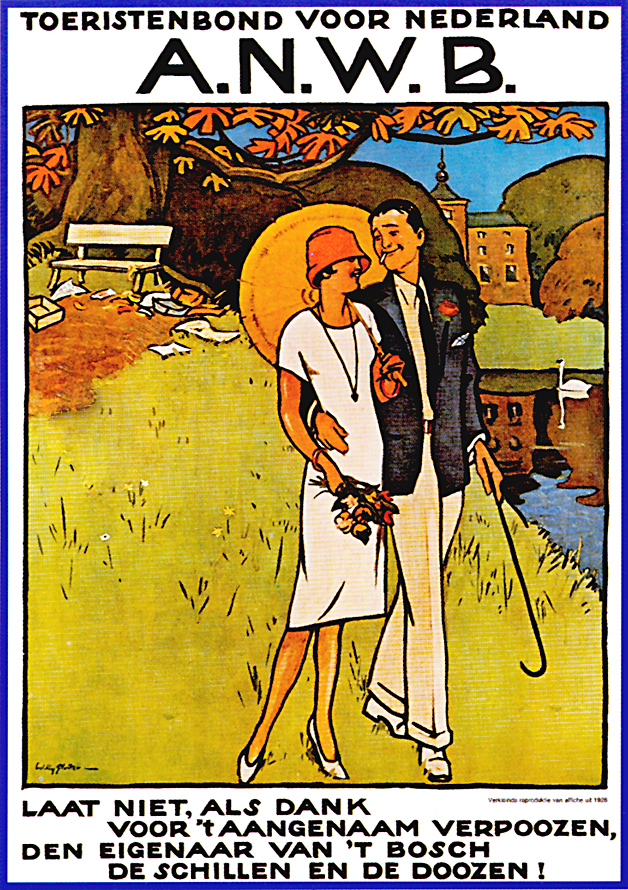
ごみ捨てのマナーに関する旅行協会のポスター